# Водомірки
Водомі́рки (Gerridae) — родина напівтвердокрилих комах з підряду клопів (Heteroptera). Нараховують близько 700 видів. Найпоширеніші види роду Gerris. Живуть на поверхні води, належать до екологічної групи нейстону. З настанням холодів водоміри залишають водойми і знаходять собі притулок під корою старих пнів або в моху.

## Опис
Тіло і кінчики ніг покриті жорсткими незмочуваними водою волосками, завдяки чому водомірки пристосовані до ковзання по воді. Такий спосіб пересування можливий завдяки адгезії води, що створює поверхневий натяг.
Рухається водомірка, широко розставивши дві пари довгих і тонких ніг, — середню і задню. Більш короткі передні ноги використовуються для утримання здобичі. Останні дослідження показали, що передні ноги є «двигуном», що забезпечує зміну швидкості, а решта 4 ноги — лише опорою. 
Повертається водомірка, рухаючи ногами в різні боки. При подоланні перешкод здатні здійснювати стрибки. Тіло завдовжки 1-30 мм, темно-коричневого, бурого кольору.
Крім гарного зору, водомірки також передають і отримують інформацію через коливання водної поверхні. Така взаємодія використовується також самцями при пошуку самки для спарювання.

## Спосіб життя

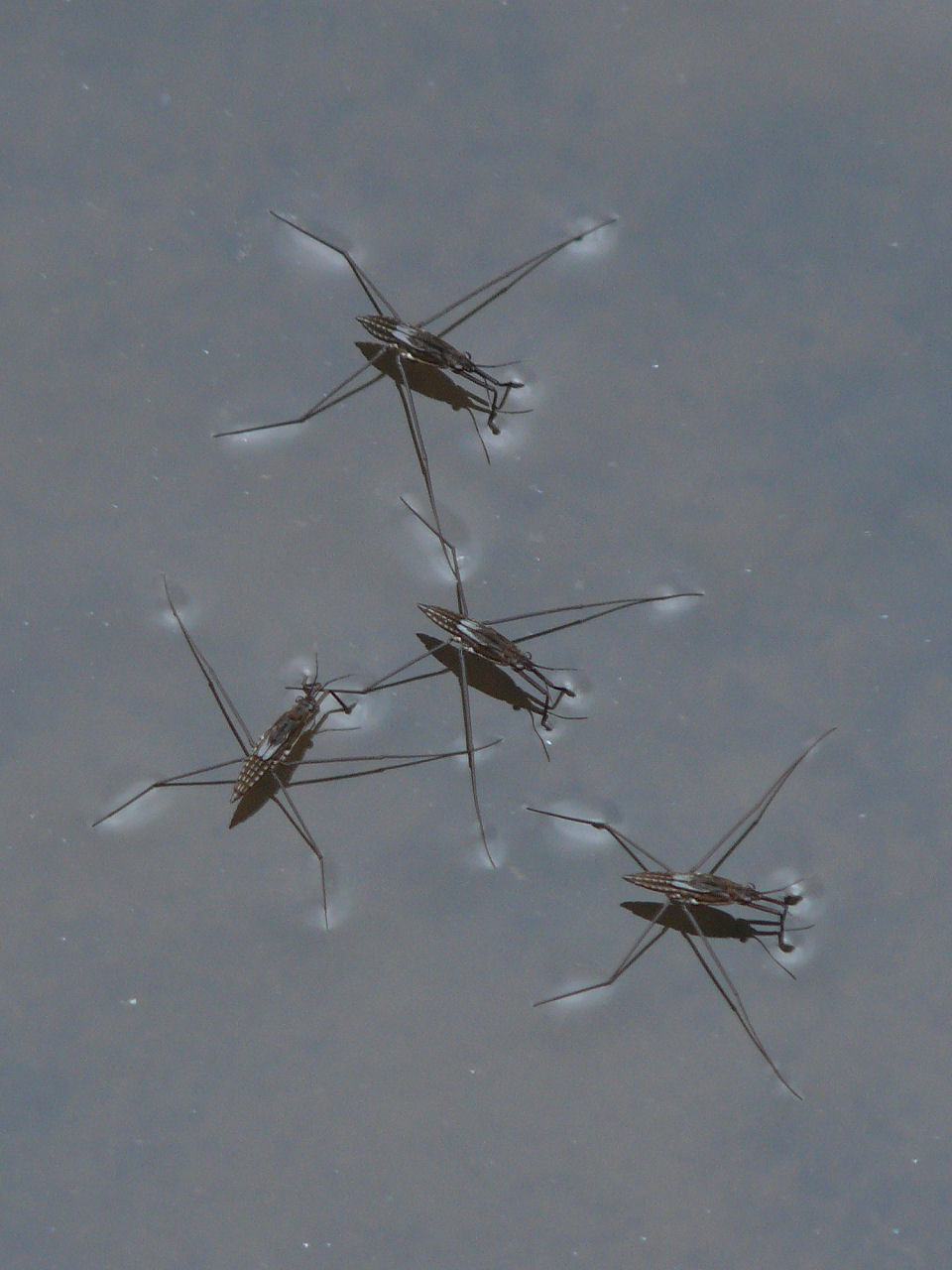
Водомірка

Живляться дрібними безхребетними, що впали на поверхню води. Мають колючо-сисний ротовий апарат (хоботок) і зовнішнє травлення, при харчуванні твердою їжею вводять в тіло жертви речовини, що паралізують і розкладають тканини. Можуть смоктати кров людини, але це — рідкість.
Водомірки відкладають свої яйця на листках водних рослин, розташовуючи їх в один ряд, причому яйця пов'язані іноді слизовою речовиною; така кладка має вигляд довгої желеподібної мотузки, що містить до 50 яєць. Кладка відбувається впродовж усього літа.

## Види
Існують крилаті і безкрилі види. Після зимівлі крилаті представники втрачають здатність літати, оскільки їх літальні м'язи розсмоктуються, забезпечуючи комахам первинний запас енергії для полювання і розмноження.